# Warmensteinach

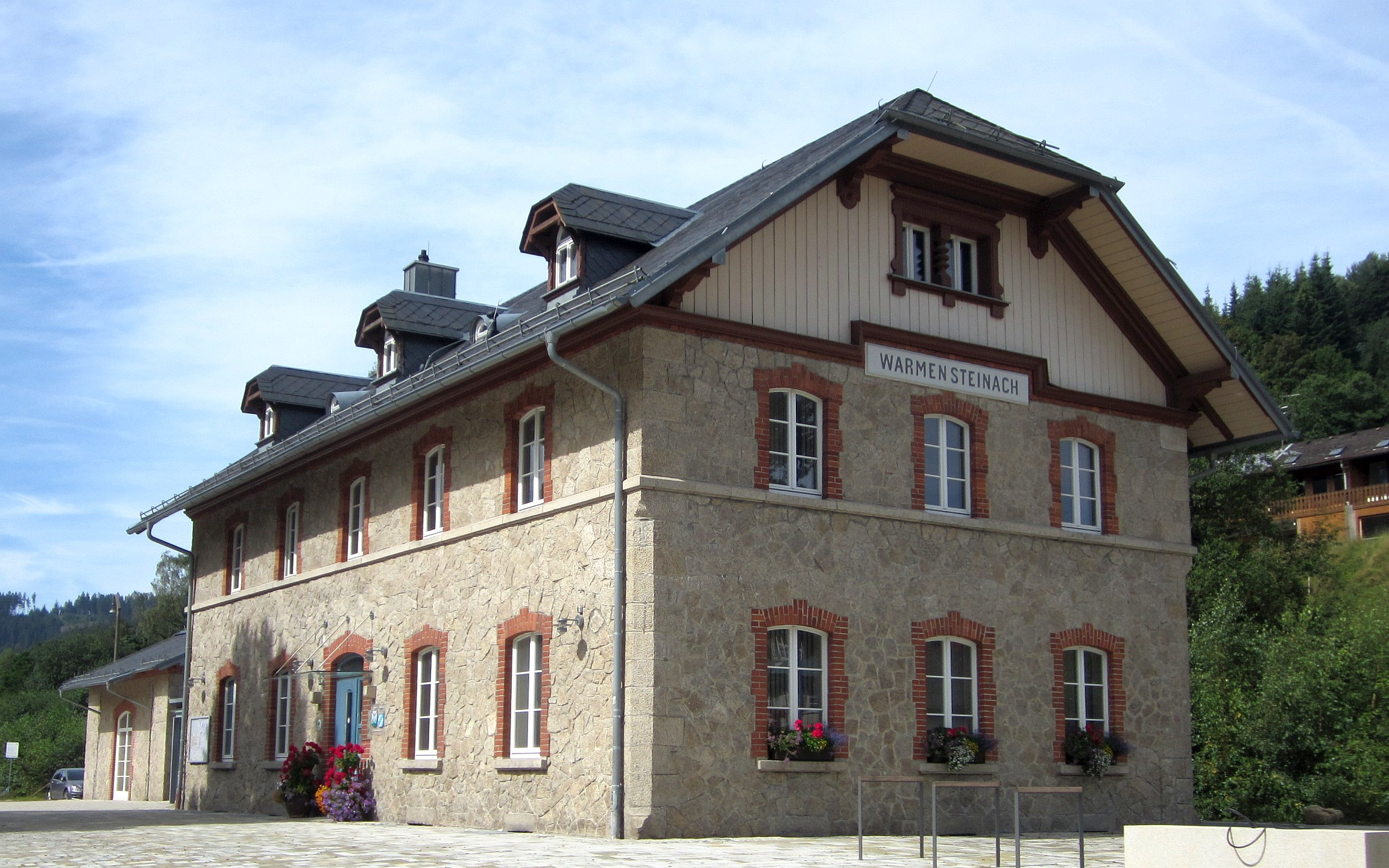
Der ehemalige Bahnhof Warmensteinach wird heute als Rathaus genutzt

Warmensteinach ist eine Gemeinde im oberfränkischen Landkreis Bayreuth. Der Luftkurort liegt etwa 15 Kilometer östlich von Bayreuth im Fichtelgebirge.

## Geografie

### Geografische Lage
Warmensteinach liegt am Zusammenfluss der Warmen Steinach und des Moosbachs (früher Kalte Steinach). Der 50. Breitengrad verläuft durch den Gemeindeteil Warmensteinach.

### Nachbargemeinden
Nachbargemeinden sind Kirchenpingarten, Weidenberg, Bischofsgrün, Fichtelberg und Goldkronach.

### Gemeindegliederung
Es gibt 18 Gemeindeteile (in Klammern ist der Siedlungstyp angegeben):
- Brunnenhaus (Einöde)
- Fleckl (Dorf)
- Geiersberg (Dorf)
- Geiersberg (hinterer) (Dorf)
- Grassemann (Dorf)
- Grenzhammer (Dorf)
- Hempelsberg (Weiler)
- Hütten (Dorf)
- Mähring (Einöde)
- Neuwelt (abgebrochen)
- Neuwerk (Einöde)
- Oberwarmensteinach (Pfarrdorf)
- Pfeiferhaus (Einöde)
- Schmidleithen (Einöde)
- Stechenberg (Dorf)
- Wagenthal (Einöde)
- Warmensteinach (Pfarrdorf)
- Zainhammer (Bahnhof)

Das ehemalige Dorf Kaltensteinach zählt seit 1818 zum Gemeindeteil Warmensteinach.
Es gibt auf dem Gemeindegebiet die Gemarkungen Goldkronacher Forst (nur Gemarkungsteil 3), Mähring, Oberwarmensteinach, Sophienthaler Forst (nur Gemarkungsteil 1), Warmensteinach, Warmensteinacher Forst-Nord (nur Gemarkungsteil 1) und Warmensteinacher Forst-Süd. Die Gemarkung Warmensteinach hat eine Fläche von 3,119 km². Sie ist in 1361 Flurstücke aufgeteilt, die eine durchschnittliche Flurstücksfläche von 2291,53 m² haben. In ihr liegen neben dem namensgebenden Ort die Gemeindeteile Brunnenhaus, Neuwelt, Neuwerk, Pfeiferhaus und Zainhammer.

### Geotope
- Höllfelsen bei Oberwarmensteinach (Geotop-Nummer 472A010).

## Geschichte

### Bis zur Gemeindegründung

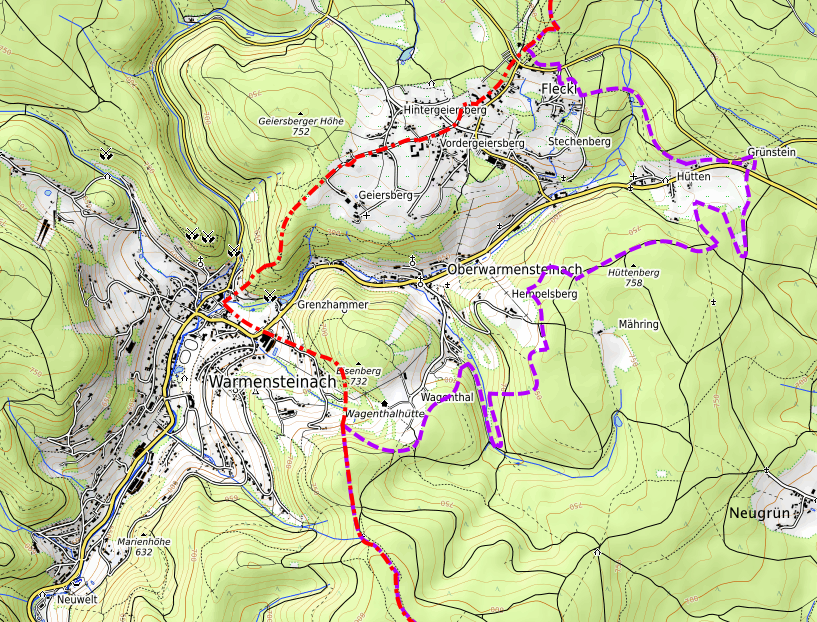
Die ehemalige Grenze zwischen dem Fürstentum Bayreuth und dem Kurfürstentum Bayern im heutigen Warmensteinach

Die Nennung der „Zwissel“, des Zusammenflusses von Kalter Steinach (heute Moosbach) und Warmer Steinach, im Lehenbuch des Burggrafen Johann III. aus dem Jahr 1402, gilt als erste urkundliche Erwähnung der Gegend um Warmensteinach. Im Südosten der Zwissel grenzte die Oberpfalz an den Zusammenfluss, im Westen war es das Territorium der Burggrafen von Nürnberg und deren Rechtsnachfolgern, den Markgrafen von Bayreuth.
1536 wurde diese Grenze nach jahrhundertelangen Streitigkeiten festgelegt und durch Grenzsteine markiert. Der Name des Gemeindeteils Grenzhammer erinnert an die für Jahrhunderte bedeutsame Grenze, die politisch, sprachlich, konfessionell und ethnisch trennte. Unterhalb von Grenzhammer steht noch eine Säule, die auf der einen Seite die weißblauen bayerischen Rauten, auf der anderen das schwarzweiße Hohenzollernwappen trägt. Der Paschenweiher unweit von Karches hat seinen Namen von einer alten Schmugglerroute.
Diese Grenzziehung entsprach lange Zeit der Konfessionsgrenze zwischen katholischer und evangelischer Religionszugehörigkeit und der Dialektgrenze zwischen dem Fränkischen und dem Bairischen. Die Bewohner von Warmensteinach waren evangelisch, die von Oberwarmensteinach und Fleckl hingegen katholisch. In Warmensteinach und Oberwarmensteinach gibt es noch unterschiedliche Dialektausdrücke für dasselbe Wort. Vom Osten her machte sich der Einfluss der Stadt Eger bemerkbar. Die Zwissel ist in Warmensteinachs Ortswappen dokumentiert.
Der Ort selber wurde 1558 als „Steinach“ erstmals schriftlich erwähnt. Die Benennung erfolgte nach dem Flussnamen.
Entlang der Steinach nutzten Mühlen und Hammerwerke die Wasserkraft. Auf der Hellen Glocke und am Eisenberg wurde Bergbau betrieben. Aus einem Bericht des Johann German Barbing an den Kurfürst Ferdinand Maria vom 16. Januar 1666 heißt es: „Warmenstainach. Der Hammer zu W. ist Hans Paur gehörig, gleichfalls gangbar und ermeldetem von Altmanshausen ‚verbstandt‘ ist, worauf meistens ‚Sündter‘ geschmiedet wird. — Auch ein Drahthammer ist in W., gehört Michael Schenkl, ist gangbar.“
Warmensteinach bildete mit Neuwelt eine Realgemeinde. Gegen Ende des 18. Jahrhunderts gab es in Warmensteinach 73 Anwesen (1 Schneidmühle, 1 Draht- und Schneidmühle, 1 Waffenhammer, 1 Hüttenhaus, 13 Güter, 10 Halbgüter, 13 Gütlein, 4 Halbgütlein, 1 Söldengut, 1 Halbsöldengut, 1 Söldengütlein, 1 geringes Gut, 1 Wirtshaus, 9 Tropfhäuser, 4 Häuser, 9 Häuslein, 2 Knopfhüttengüter). Die Hochgerichtsbarkeit stand dem bayreuthischen Stadtvogteiamt Bayreuth zu. Die Dorf- und Gemeindeherrschaft sowie die Grundherrschaft über sämtliche Anwesen hatte das Amt Weidenberg.
Als Teil des seit 1792 preußischen Fürstentums Bayreuth kam Warmensteinach im Frieden von Tilsit zu Frankreich und wurde 1810 an das Königreich Bayern verkauft. Von 1797 bis 1810 unterstand der Ort dem Justiz- und Kammeramt Neustadt am Kulm.
1812 wurde infolge des Gemeindeedikts der Steuerdistrikt Warmensteinach gebildet. Außer dem Hauptort gehörten hierzu Brunnenhaus, Kaltensteinach, Neuhaus, Neuwelt, Neuwerk, Sonnengrün und Zainhammer. Zugleich entstand die Ruralgemeinde Warmensteinach, zu der Brunnenhaus, Neuwelt, Neuwerk und Zainhammer gehörten. Sie war in Verwaltung und Gerichtsbarkeit dem Landgericht Weidenberg zugeordnet und in der Finanzverwaltung dem Rentamt Bayreuth (1919 in Finanzamt Bayreuth umbenannt). Mit dem Gemeindeedikt von 1818 wurde Kaltensteinach eingemeindet. Etwas später wurde auf dem Gemeindegebiet das Pfeiferhaus gegründet. Ab 1862 gehörte Warmensteinach zum Bezirksamt Bayreuth (1939 in Landkreis Bayreuth umbenannt). Die Gerichtsbarkeit blieb beim Landgericht Weidenberg (1879 in Amtsgericht Weidenberg umgewandelt), seit 1931 ist das Amtsgericht Bayreuth zuständig. Die Gemeinde hatte 1964 eine Fläche von 3,061 km².

### Eingemeindungen
Im Zuge der Gebietsreform in Bayern wurde am 1. Mai 1978 die Gemeinde Oberwarmensteinach eingegliedert. Eine Fläche von 9,1954 km² des gemeindefreien Gebietes Warmensteinacher Forst-Nord wurde zum 1. Januar 2013 in die Gemeinde Warmensteinach umgegliedert. Zum 1. Januar 2019 kam der 588,77 Hektar große Ostteil des gemeindefreien Gebiets Goldkronacher Forst hinzu.

### Einwohnerentwicklung
Im Zeitraum von 1988 bis 2018 sank die Einwohnerzahl von 2531 auf 2245 um 286 bzw. um 11,3 %. Ein Höchststand wurde am 31. Dezember 1992 mit 2797 Einwohnern erreicht.
Gemeinde Warmensteinach
| Jahr      | 1818   | 1840   | 1852   | 1861   | 1867   | 1871   | 1875   | 1880   | 1885   | 1890   | 1895   | 1900   | 1905   | 1910   | 1919   | 1925   | 1933   | 1939   | 1946   | 1950   | 1961   | 1970   | 1987   | 1995   | 2001   | 2005   | 2010   | 2015   | 2020   |
| Einwohner | 616    | 913    | 989    | 974    | 1053   | 1092   | 1103   | 1056   | 1075   | 990    | 1123   | 1058   | 1053   | 1017   | 921    | 1016   | 1039   | 1048   | 1572   | 1833   | 2056   | 2023   | 2571   | 2696   | 2491   | 2371   | 2173   | 2279   | 2211   |
| Häuser    | 75     |        |        |        |        | 101    |        |        | 101    | 107    |        | 112    |        |        |        | 134    |        |        |        | 193    | 314    |        | 760    |        |        |        |        | 722    | 729    |
| Quelle    | [ 13 ] | [ 20 ] | [ 20 ] | [ 21 ] | [ 22 ] | [ 23 ] | [ 24 ] | [ 25 ] | [ 26 ] | [ 27 ] | [ 20 ] | [ 28 ] | [ 20 ] | [ 29 ] | [ 20 ] | [ 30 ] | [ 20 ] | [ 20 ] | [ 20 ] | [ 31 ] | [ 15 ] | [ 32 ] | [ 33 ] | [ 34 ] | [ 34 ] | [ 34 ] | [ 35 ] | [ 35 ] | [ 36 ] |

Ort Warmensteinach
| Jahr      | 001818 | 001861 | 001871 | 001885 | 001900 | 001925 | 001950 | 001961 | 001970 | 001987 |
| Einwohner | *616   | 889    | 994    | 973    | 964    | 933    | 1826   | 2004   | 2004   | 1770   |
| Häuser    | *75    |        |        | 93     | 104    | 126    | 186    | 307    |        | 466    |
| Quelle    | [ 13 ] | [ 21 ] | [ 23 ] | [ 26 ] | [ 28 ] | [ 30 ] | [ 31 ] | [ 15 ] | [ 32 ] | [ 33 ] |

## Politik

### Gemeinderat
Die Kommunalwahlen 2002, 2008, 2014 und 2020 führten zu den folgenden Sitzverteilungen im Gemeinderat:
| Partei / Wählergruppe                                           | 2002 | 2008 | 2014 | 2020 |
| CSU                                                             | 3    | 5    | 4    | 4    |
| SPD                                                             | 3    | 3    | 2    | 4    |
| Wahlgemeinschaft Freie Wähler Warmensteinach/Oberwarmensteinach | 3    | 3    | 4    | 6    |
| Besseres Warmensteinach                                         | 5    | 3    | 4    | -    |
| Gesamt                                                          | 14   | 14   | 14   | 14   |

### Bürgermeister
Zum Bürgermeister wurde 2014 in einer Stichwahl mit 55,2 % der Stimmen Axel Herrmann von der Wahlgemeinschaft Freie Wähler Warmensteinach/Oberwarmensteinach gewählt. Sein Vorgänger war Andreas Voit (CSU).

### Finanzen
Im Jahr 2017 betrugen die Gemeindesteuereinnahmen 1.866.000 Euro. Davon waren 560.000 Euro Gewerbesteuereinnahmen (netto).

### Wappen und Flagge
Wappen
| Wappen von Warmensteinach | Blasonierung: „In Silber über grünem Dreiberg zwischen zwei grünen Nadelbäumen eine blaue Wellendeichsel, die oben eine rote Glasschale einschließt.“ |
| Wappen von Warmensteinach | Wappenbegründung: Die Nadelbäume symbolisieren die Lage des Fremdenverkehrsortes in waldreicher Umgebung im Fichtelgebirge. Warmensteinach liegt an der Mündung der Warmen Steinach und des Moosbaches (früher Kalte Steinach). Dies kommt durch die blaue Wellendeichsel zum Ausdruck. Die Glasschale weist auf die Glasherstellung hin, die für den Ort über viele Jahrhunderte einen wichtigen Wirtschaftsfaktor darstellte. Diese Tradition wurde durch die Heimatvertriebenen mit der Gablonzer Glasindustrie fortgesetzt. |

Flagge
Die Gemeindeflagge ist blau-weiß-grün.

## Wirtschaft und Infrastruktur

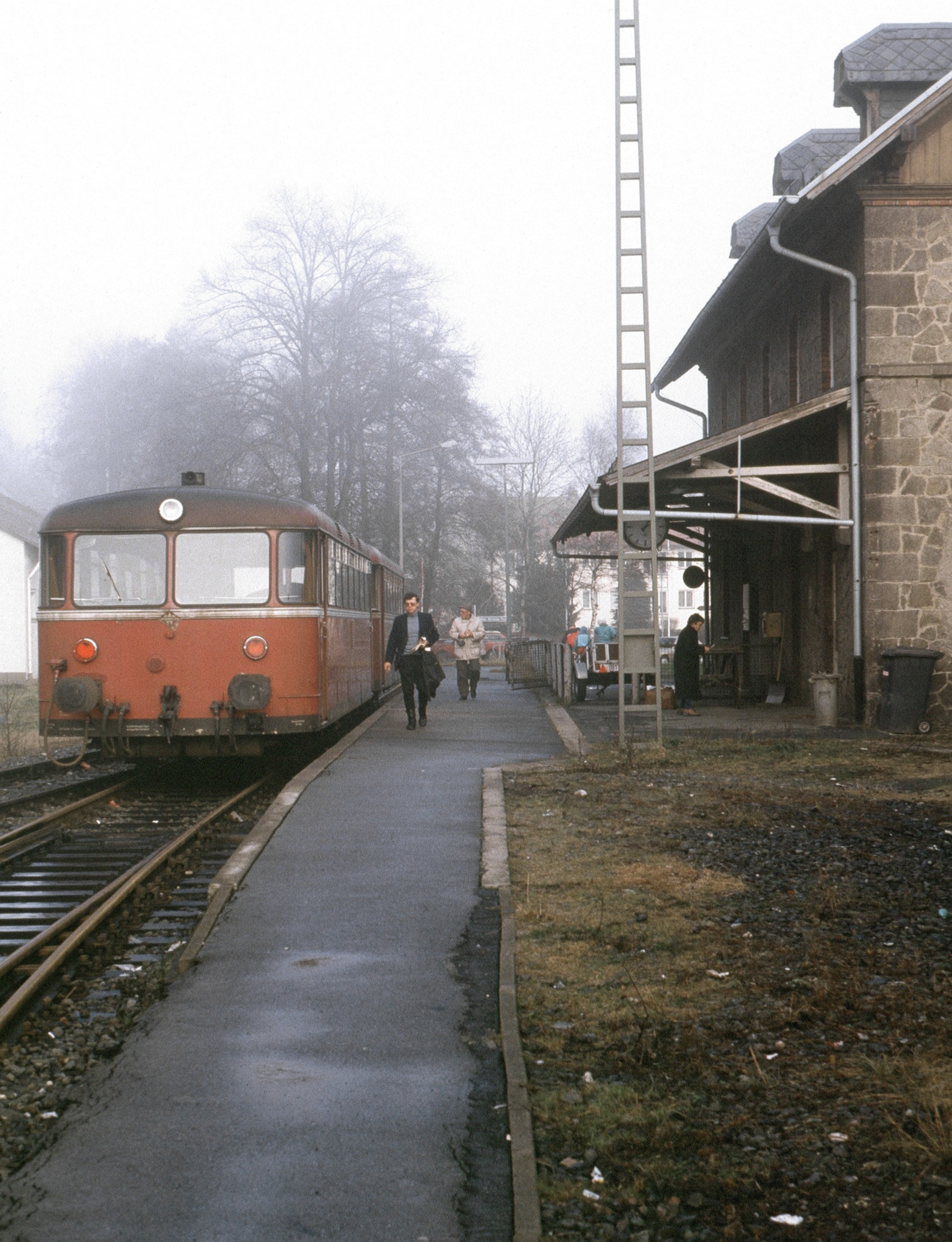
Schienenbus im Bahnhof Warmensteinach, 1987

### Wirtschaft
Die Glasherstellung war für den Ort über viele Jahrhunderte ein wichtiger Wirtschaftsfaktor. Diese Tradition erneuerte sich durch Heimatvertriebene der Gablonzer Glasindustrie.
Nach der amtlichen Statistik gab es im Jahr 2017 im produzierenden Gewerbe 217 und im Bereich Handel und Verkehr 88 sozialversicherungspflichtig Beschäftigte am Arbeitsort. In Dienstleistungsunternehmen waren am Arbeitsort 26 Personen sozialversicherungspflichtig beschäftigt. Sozialversicherungspflichtig Beschäftigte am Wohnort gab es insgesamt 750. Im verarbeitenden Gewerbe gab es zwei, im Bauhauptgewerbe ein Betrieb. Zudem bestanden fünf landwirtschaftliche Betriebe, die eine Fläche von 1066 Hektar landwirtschaftlich nutzten.
Die Wasseraufbereitungsanlage im Löchleinstal zwischen Warmensteinach und Grassemann liefert 20 Prozent des Trinkwasserbedarfs von Bayreuth.

### Verkehr
Die Staatsstraße 2181 führt über Oberwarmensteinach nach Fichtelberg (5,5 km östlich) bzw. nach Weidenberg (7 km südwestlich). Die Kreisstraße BT 9 führt nach Grassemann zur Kreisstraße BT 4 (2,5 km nördlich).
Der Eisenbahnverkehr auf dem Abschnitt Weidenberg–Warmensteinach der Bahnstrecke Bayreuth–Warmensteinach ruht „aus technischen Gründen“ seit dem 1. Januar 1993, die Strecke wurde aber nicht stillgelegt.

### Tourismus

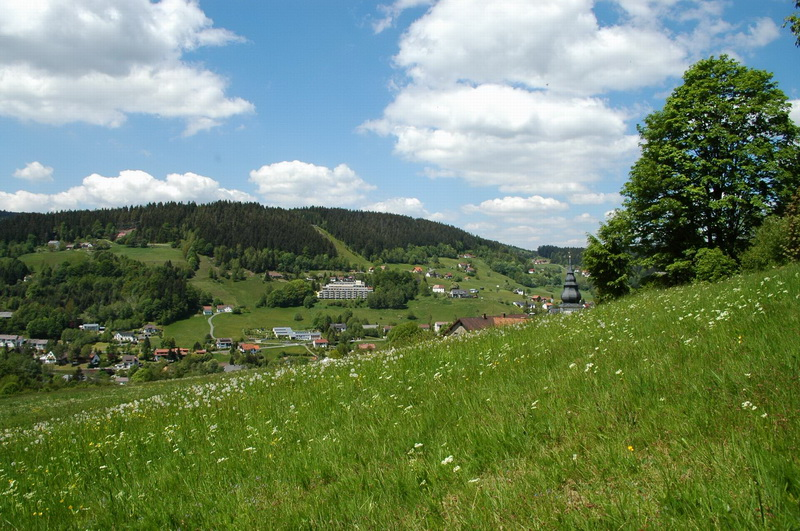
Warmensteinach im Sommer

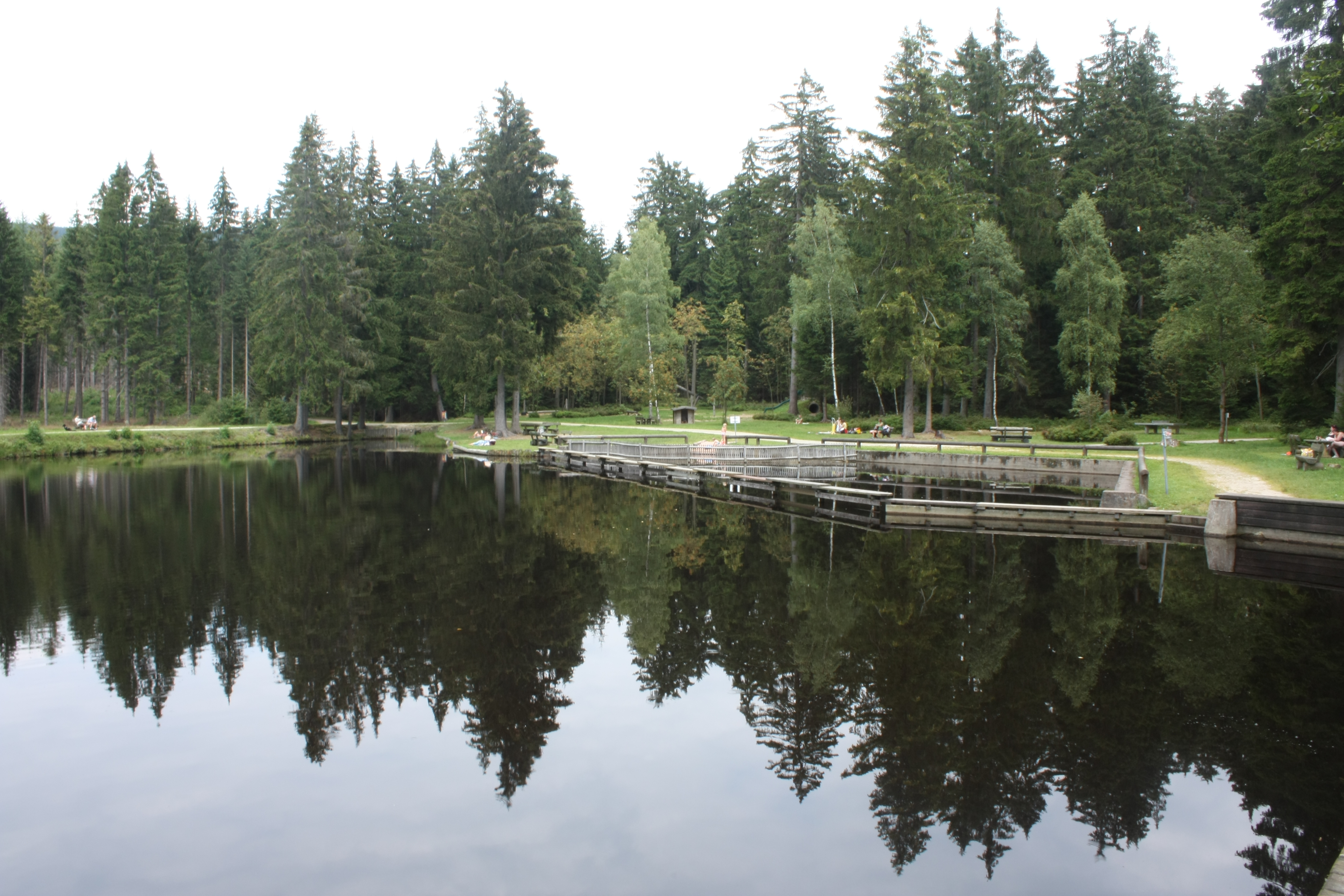
Badeweiher des Naturmoorbades

Mit Beginn des 20. Jahrhunderts und den durch den Eisenbahnanschluss verbesserten Verkehrsverhältnissen etablierte sich in Warmensteinach ein florierender Tourismus. Zahlreiche Gästebetten in Hotels, Pensionen, Ferienwohnungen und Privatunterkünften entstanden. Der staatlich anerkannte Luftkurort Warmensteinach, mit seinen Gemeindeteilen Oberwarmensteinach und Fleckl, liegt in 550–750 m Höhe am Südhang des 1024 m hohen Ochsenkopfes. Rund 2000 Gästebetten in Hotels, Gasthöfen, Pensionen und Ferienwohnungen stehen dem Gast zur Verfügung. Warmensteinach liegt im Naturpark Fichtelgebirge, der durch eine abwechslungsreiche Mittelgebirgslandschaft gekennzeichnet ist.
Eine moderne Seilschwebebahn bringt die Gäste auf den Hausberg Ochsenkopf. Als Freizeitspaß geht es auf der DévalKart-Bahn in rasanter Fahrt im Sommer, auf der Skipiste oder der Sommerrodelbahn am Ochsenkopf im Winter, den Berg herunter. Es gibt im Ort Tennisplätze, Kegelbahnen, Kneipptretbecken, ein Freibad und das idyllisch im Wald gelegene Naturmoorbad Fleckl.
Sechs Schlepplifte, von denen zwei mit Flutlicht und modernen Beschneiungsanlagen ausgestattet sind, sowie eine doppelsitzige Seilschwebebahn erschließen dieses Skigebiet.
80 km ausgebaute Skiwanderloipen in unterschiedlichen Schwierigkeitsgraden stehen kostenlos zur Verfügung. Für die Fußgänger werden 30 km geräumte Winterwanderwege angeboten.

## Kultur und Sehenswürdigkeiten

### Musik
Zum Auftakt der Bayreuther Festspiele finden im August in Zusammenarbeit mit dem Festival junger Künstler Bayreuth in Kirchen, im Kurpark und im Freilandmuseum musikalische und literarische Aufführungen statt. Der Eintritt zu allen Veranstaltungen ist frei.

### Sport

Warmensteinach im Winter

Warmensteinach liegt in einer Wander- und Mountainbikeregion. Es verfügt über zahlreiche, gut markierte Wanderwege, meist Rundwanderwege, zusätzlich durchqueren mehrere Weitwanderwege das Gebiet.
Seit rund zwei Jahren gibt es eine Downhillstrecke, die rund 2,3 km lang ist und von der Bergstation aus 1012 m Höhe über etwa 250 m Höhendifferenz zur Talstation Süd in Warmensteinach/Fleckl führt. Fahrtechnisch schwierige Passagen sind mit einer Umfahrungsmöglichkeit angelegt. In die Freeride-Strecke wurden zahlreiche, für das Fichtelgebirge typische, Fels-, Wurzel- und Steinpassagen integriert. Sprünge, verschiedene Drops und einige Northshore-Elemente sind in die wechselnden Steil- und Flachpassagen eingebaut. Der teilweise felsige und steinige Untergrund erfordert eine permanente Aufmerksamkeit. Langsamere, technische Abschnitte, gepaart mit schnelleren, flüssigen Passagen bieten dem weniger geübten Mountainbiker ebenso wie dem versierten Freerider Fahrspaß. Eine kurze Übungsstrecke auf dem letzten Abschnitt der Gesamtstrecke im Bereich der Talstation Süd ist für den Einstieg gedacht. Dort sind einige Hindernisse zu überwinden, die sich auf der Single-Trail-Strecke am Berg wiederfinden. Von der Talstation Süd der Seilbahn am Ochsenkopf in Warmensteinach/Fleckl bringt ein komfortabler Sessellift mit Fahrradhalterung die Biker auf den Berg.
Der Nordic-Parc Fichtelgebirge bietet ausgewiesene Strecken unterschiedlicher Schwierigkeitsgrade an.
Der örtliche Fußballclub ist der SSV Warmensteinach, weitere wichtige Sportvereine sind der WSV Warmensteinach und der WSV Oberwarmensteinach.
Das Wintersportgebiet ist mit sechs Schleppliften, teilweise mit Flutlicht und Beschneiungsanlagen, Skisprunganlagen und Langlaufloipen ausgestattet.
Im Gemeindeteil Fleckl liegt das Naturmoorbad Fleckl.

### Museen

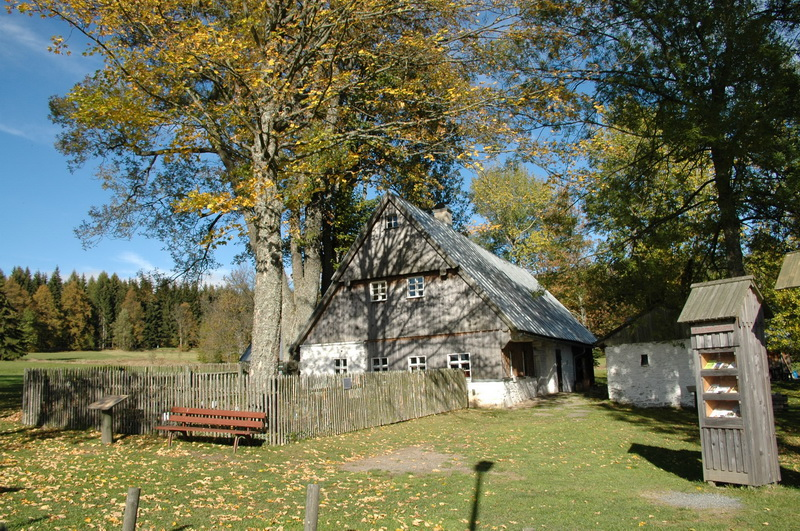
Freilandmuseum Grassemann

Das 1980 eröffnete Glasmuseum in Warmensteinach dokumentiert die Entwicklung des Glasmacherhandwerks der vergangenen Jahrhunderte anhand der Werkzeuge und Produkte. Ein Schwerpunkt ist die Glasperlenmacherei, die bis zur Mitte des 20. Jahrhunderts die Produktion bestimmte. Der zweite Schwerpunkt ist der Wiederaufbau der Glaserzeugung nach dem Zweiten Weltkrieg, der durch den Einfluss der sudetendeutschen Heimatvertriebenen zu neuen Produktionsmethoden führte. Anhand einer Vielzahl von Unikaten werden die Knopfherstellung aus Stangenglas sowie die Pressglas- und Hohlglasfertigung demonstriert. Die Glaserzeugung ist im Fichtelgebirge seit 1340 urkundlich erwähnt und bildete einen wichtigen Erwerbszweig für die Bewohner.
Das Freilandmuseum Grassemann ist ein einstmals für das südliche Fichtelgebirge typischer Einfirsthof aus dem Jahr 1698 mit Wohnteil, Stall und Scheune unter einem Dach. Das Anwesen vermittelt einen Einblick in den Wohn- und Lebensalltag auf einem kleinen Mittelgebirgs-Bauernhof. Die Landwirtschaft diente vor allem der Selbstversorgung. Die Bewohner arbeiteten daneben im Bergbau, im Wald oder als Handweber. Eine Attraktion sind die Spuren der Bau- und Nutzungsgeschichte: der Holz-Blockbau, die Schwarze Küche und der Hinterlader-Kachelofen. Das Museum ist auch Infostelle des Naturparks Fichtelgebirge und zeigt zum Thema Menschen und Wälder den Wandel der Bedeutung des Waldes für den Menschen, von den früheren Waldnutzungen bis heute. Ein Lehrpfad zur historischen Entwicklung der Kulturlandschaft über das Museumsgelände hinaus lädt zu einer Entdeckungstour ein: Bei eingehender Betrachtung lassen sich in der Landschaft Reste früherer Nutzungen erkennen. Das Jahresprogramm bietet wechselnde Sonderausstellungen, Museumsfeste und Märkte.

### Kirchen

#### Die katholische St.-Laurentius-Kirche in Oberwarmensteinach
Die Barockkirche wurde 1755–1757 erbaut. Beim Turmeingang erkennt man die von dem Künstler Tochtermann gefertigte Immaculata. Beim Betreten der Kirche ist im Rundbogen zur Apsis der Gruß des Engels an Maria „und das Wort ist Fleisch geworden und hat unter uns gewohnt“ sichtbar. In der Mitte des Innenraumes befindet sich auf der Nordseite die Kreuzigungsgruppe. Der gekreuzigte Christus ist eine Arbeit von Zwink aus Oberammergau. Maria und Johannes stammen aus dem Kloster Himmelkron.
Die beiden Seitenaltäre sind spät-klassizistisch. Das Bild der Heiligen Familie im Nazarenerstil am linken Seiten- oder Marienaltar wurde von I. Elain gemalt. Das Bild am rechten Seitenaltar mit dem heiligen Wendelin ist ein Geschenk des Bischofs von Regensburg. Die schwarze Madonna am linken Seitenaltar ist 1727 wurde von einem Gönner der Kirche gestiftet. Die Herz-Jesu-Figur auf dem rechten Seitenaltar wurde von Zwink 1904 gefertigt. Die Herkunft der drei Figuren oberhalb der Sakristeitür – rechts der heilige Johannes der Täufer und links der heilige Apostel Johannes – in der Mitte die heilige Maria – ist unbekannt. Der Hochaltar stammt aus dem Franziskanerkloster in Kemnath. Er hat einen viersäuligen Holzaufbau mit geschweiftem Gebälk. Die Heiliggeisttaube zwischen zwei Engeln ist von einem Glorienschein umgeben. Das Altarbild zeigt den heiligen Laurentius mit der Märtyrerpalme, wie er den Kranz als Siegeszeichen über das Martyrium erhält. Gemalt wurde das Bild um 1867 von dem Kunstmaler Wild aus Kemnath. Nicht bekannt ist die Herkunft der beiden Figuren am Hochaltar, des heiligen Josefs und des heiligen Bartholomäus sowie im Kirchenschiff auf der Südseite der heiligen Maria mit dem Jesuskind und auf der Nordseite der heiligen Katharina.
Auf der Südseite befindet sich eine Christusfigur mit der Weltkugel in der Hand. Auf der Empore  links und rechts von der Orgel an der hinteren Wand tragen zwei Heilige die Initialen „M.A.H.“ und die Jahreszahl „1810“. Die Wolf-Orgel wurde 1878 angeschafft und hat zwei Manuale.
Die beiden Deckengemälde im Kirchenschiff stellen dar, wie der heilige Laurentius dem Statthalter die Schätze der Kirche (die Armen) zeigt und das Martyrium des Heiligen. Die übrigen Bilder über der Apsis zeigen Ausschnitte aus dem Leben des Heiligen. In der Mitte ist Jesus als Schnitter und Sämann dargestellt.

#### Die katholische St.-Bonifatius-Kirche in Warmensteinach
Die 1960 gebaute Bonifatiuskirche in Warmensteinach ist ein moderner Kirchenbau in schlichter, zeitgenössischer Bauform mit einem einschiffigen Langhaus. Sie wurde von dem Architekten Dr. Dagostin aus Neusorg entworfen. Das Gotteshaus ist dem heiligen Bonifatius geweiht.
Szenen aus seinem Leben sind, in Kupfer getrieben, am Portal zu sehen. Beim Betreten der Kirche fällt der Blick sofort auf den Altar, die Weltenscheibe, den Leuchter und den Tabernakel, die eine harmonische Einheit bilden. Die kupferne Scheibe stellt die Welt mit ihren Mühsalen und Plagen dar, angedeutet durch die Glasbrocken in der Scheibe und das Kreuz. Das Glas soll an die Glasherstellung im Ort erinnern. Das Kreuz in der Mitte ist auch ein Zeichen für den Sieg über das Leiden. Die Trompeten sollen andeuten, dass Christus einst unter dem Schall der Trompeten als Sieger über das Leiden wiederkommt.
Der Altar ist ein Granitblock, auf der vorderen Seite sind eine Taube und die Inschrift „pro mundi vita – für das Leben der Welt“ eingemeißelt. Auf dem Nebenaltar steht eine Figur der Muttergottes, die der Schlange den Kopf zertritt, eine Szene aus dem Schöpfungsbericht, geschaffen von dem Bildhauer H. Rucker aus München.
Der Kreuzweg ist ein Werk des Künstlers Baldur Geipel aus München. Die acht Kirchenfenster gestaltete Studienrat Mahlke aus Weiden. Sieben zeigen je ein Symbol für ein heiliges Sakrament. Im achten sind alle Sakramente zusammengefasst.

#### Die Kirche zur Heiligen Dreifaltigkeit in Warmensteinach
Über dem Eingang der Kirche ist die Inschrift „Diese Kirche, das Haus zur heiligen Dreifaltigkeit genannt, ist erbaut worden im Jahre Christi Anno 1705“ zu lesen. Der schlichte Bau ist klein und gemütlich. Seit 1798 feiern die Warmensteinacher das heilige Abendmahl an dem barocken Kanzelaltar, einem der ersten Kanzelaltäre im Markgraftum Bayreuth. Der Schreiner August Preiß aus Goldkronach fertigte ihn. Altar und Kanzel sind durch zwei gewundene, mit Weinreben umrankte Säulen verbunden. Auch an der Kanzel befinden sich kleine Säulen; über der Kanzel, auf der Unterseite des Schalldeckels, sieht man die Heilig-Geist-Taube im Strahlenkranz. Am Altar befindet sich ein schlichtes schwarzes Holzkreuz mit dem golden gefassten gekreuzigten Christus. Hinter dem Gekreuzigten liest man die Inschrift „Gloria in excelsis Deo“. Die Orgel mit 15 Registern auf zwei Manualen und Pedal wurde 1975 von Günter Ismayr nach einem Brand in der Kirche neu gebaut.

## Söhne und Töchter der Gemeinde
- Joseph Schrems (1815–1872), Domkapellmeister
- Karl von Prager (1875–1959), General der Infanterie
- Matthäus Herrmann (1879–1959), Politiker (SPD) und Gewerkschafter
- Bruno Thüring (1905–1989), Physiker und Astronom
- Eva Wagner-Pasquier (* 1945 in Oberwarmensteinach), künstlerische Leiterin und Geschäftsführerin der Bayreuther Festspiele